# 穿越時空的巨石碑
《穿越時空的巨石碑》是羅伯特·查爾斯·威爾森於2001年所寫的長篇科幻小說，分別獲得2002年雨果獎及軌跡科幻小說獎的提名，並獲2002年坎伯紀念獎最佳小說。

## 故事簡介
旅居曼谷的史考特和毒品商人西奇遇上來自未來，從天而降的「時岩」，因此遭軍方扣留。史考特的女兒突發急病，其妻在找不到丈夫的情況下急送女兒回美就醫，隨後與史考特離婚後與他人再婚。史考特獲釋後輾轉回到美國重新生活，數年後突然於失業後接獲大學時代教授的邀請，協助研究時岩，美其名因為史考特的電腦知識，實際上教授認為時岩、史考特和她本人存在一種特殊關係。史考特為了籌措女兒的手術費，決定加入研究團隊。教授成為時岩研究界第一把交椅，她得出預測時岩出現的方法，並認識到時岩與其影響人心之間的因果糾纏。史考特的女兒受其繼父所屬地下組織的影響而隨同夥伴離家出走到墨西哥，參加因時岩而出現的古殷分子的朝聖活動，棄職尋女的史考特在西奇協助下尋回女兒，之後為愛而脫離了時岩研究。時岩出現後的十數年後，時岩終於即將出現在美國境內，教授同時堅稱找到破壞時岩的方法，並尋回史考特再次協助。古殷分子也向同一地點聚集。教授的破壞計畫失敗，卻預測到時岩其後自毀及她本人與時岩間的因果糾纏。史考特一行人在時岩引致的混亂中企圖外逃，遭古殷分子追擊包抄。眾人死傷殆盡後教授自願遭古殷分子擄走。時岩自毀破壞其自身所向無敵的形象，二十年後古殷分子企圖於時岩自毀處再立時岩，也獲得不知名時岩專家協助，立下的就是當初僅能維持一時而後自毀的時岩。
1. ↑  . csfaf.0gsf.com.   [2025-02-27].